# Andreas Jungdal
Andreas Kristoffer Jungdal (født 22. februar 2002) er en dansk professionel fodboldspiller, der spiller som målmand for den belgiske Pro League-klub Westerlo udlejet fra italienske Cremonese. Han er født i Singapore og spiller for Danmarks U21-landshold.

## Karriere
Jungdal blev født i Singapore, hvor hans far var udstationeret for LEGO. Hans familie vendte tilbage til Danmark, og han begyndte at spille fodbold som femårig for Skibet IF i Vejle, inden han i 2013 kom til Vejle Boldklub.
Den 16. juli 2019 kom Jungdal til ungdomsakademiet i den italienske Serie A-klub AC Milan.  Han var en del af førsteholdet for første gang den 26. oktober 2020. Den 18. oktober 2021 forlængede han sin kontrakt med Milan indtil 2024.
D. 10. januar 2023 kom han til den østrigske Bundesliga-klub Rheindorf Altach på et seks måneders lån indtil slutningen af sæsonen.
Den 10. august 2023 skrev Jungdal under med den nyligt nedrykkede Serie B-klub Cremonese, på en fri transfer. Han fik sin debut for klubben den 31. oktober i en 2-1 sejr mod Cittadella i Coppa Italia.
Den 16. januar 2025 kom Jungdal på lån til Westerlo i Belgien.

## Eksterne links
- Andreas Jungdal på UEFAs hjemmeside